# Siheung
Siheung est une ville de la Corée du Sud, dans la province du Gyeonggi. En 2005, elle comportait environ 441 147 habitants. Sa densité de population était alors de 2 476 habitants au kilomètre carré.